# НВП «Валар»
Приватне науково-виробниче підприємство «Валар» було сформоване у 2000 році в місті Івано-Франківськ. В підприємстві зібрані досвідчені фахівці різних напрямків, які раніше працювали на підприємствах військово-промислового комплексу. Підприємство займається виконанням науково-дослідницьких та дослідно-конструкторських робіт за замовленням і передає документацію своєму партнеру для спільного серійного виробництва. Науково-виробничим підприємством виконано понад 60 проектів

## Основні напрямки дослідно-конструкторських робіт
Розробка нафтового обладнання для освоєння нафтофих свердловин, обладнання для дефектоскопії нафтового обладнання, розробка засобів активної протидії громадського порядку, розробка нелетальної зброї для поліції, миротворчих підрозділів та охоронних структур, розробка спеціальної техніки для відлову тварин для єгерів, ветеринарних служб для дослідження диких тварин та птахів. Також можлива співпраця в галузі медичної техніки та інструментарію для судинної хірургії, мікрохірургії, травматології, дитячої томографії тощо.

## Проекти НВП «Валар»
- Спеціальна техніка для поліції та МНС: Комплекс «Борисфен», сіткомет «Штурм», нелетальні гранати С-3, міни з розкидною сіткою С-2М, штурмова граната «Стилет», рятувальний комплекс «БАРС-100К», комплекс сіткового пострілу «КОБА-2М», кевларова граната Б-10;
- Військова техніка: Комплекс високоточного пострілу «Чорний дятел», комплекс для екстреного маскування танків «Шторм», ручний автоматичний гранатомет РАГ-30, ручний автоматичний гранатомет РАГ-40;
- Спеціальна техніка для відлову тварин: Комплект для орнітологів «СТІНА», виріб «Рись», сіткомет «Штурм», сіткомет «ГОРН»;
- Спеціальна техніка для охорони заходів: Виріб «Сніг»;
- Медична техніка: імплатанти «ЛАЗАРМ», дитячий ренгеновський томограф «БЕБИТОМ»